# Episodi di Queer Eye (programma televisivo 2018) (terza stagione)
La terza stagione di Queer Eye è stata pubblicata su Netflix il 15 marzo 2019.
| nº | Titolo originale      | Titolo italiano           | Prima visione mondiale |
| -- | --------------------- | ------------------------- | ---------------------- |
| 1  | From Hunter to Huntee | Da cacciatrice a preda    | 15 marzo 2019          |
| 2  | Lost Boy              | Ragazzo perduto           | 15 marzo 2019          |
| 3  | Jones Bar-B-Q         | Le sorelle Jones          | 15 marzo 2019          |
| 4  | When Robert Met Jamie | Robert, ti presento Jamie | 15 marzo 2019          |
| 5  | Black Girl Magic      | Ama te stessa             | 15 marzo 2019          |
| 6  | Elrod & Sons          | Gli Elrod & Sons          | 15 marzo 2019          |
| 7  | Sloth to Slay         | Da bradipo a fico         | 15 marzo 2019          |
| 8  | Baby on Board         | Bebè a bordo              | 15 marzo 2019          |

## Da cacciatrice a preda
- Location: Amazonia, Missouri
- Protagonista: Jody

### Trama
Jody è una contadina e guardia carceraria di 49 anni nominata da suo marito Chris. Entrambi amano la caccia e indossare vestiti mimetici. Chris vuole portarla fuori per il loro decimo anniversario ma sa che essa si sente a disagio in contesti formali quindi Antoni la porta a pranzo in un ristorante di lusso per aiutarla ad ambientarsi in quel tipo luogo. Jonathan taglia e acconcia i suoi capelli. Tan la aiuta a rinnovare il suo guardaroba e le insegna a camminare sui tacchi. Alla fine della settimana i Fab 5 organizzano una visita a sorpresa alla sua famiglia. Chris la porta in un romantico giro in gondola per festeggiare il loro anniversario.

## Ragazzo perduto
- Location: La Cygne, Kansas
- Protagonista: Joey

### Trama
Joey è un divorziato che ha recentemente assunto il ruolo di direttore in un campo per bambini. È stato nominato dal suo capo che spera possa imparare a curarsi di più per adattarsi al meglio al suo nuovo ruolo.

## Le sorelle Jones
- Location: Kansas City, Kansas
- Protagonista: Deborah e Mary

### Trama
I Fab 5 aiutano le proprietarie del Jones Barb-B-Q, Deborah e Mary, a migliorare sia la loro autostima che i loro affari dopo che Izora, la figlia di Deborah, le ha nominate. Antoni e Karamo aiutano le sorelle a preparare una speciale salsa barbecue. Durante il programma ottengono anche nuovi abiti e Deborah va dal dentista per farsi rimuovere il dente d'oro, il che la aiuta enormemente a migliorare la propria autostima. Alla fine della settimana la loro attività viene completamente ridisegnata per renderla più accessibile alla clientela.

## Robert, ti presento Jamie
- Location: Kansas City, Missouri
- Protagonista: Robert

### Trama
Robert è un uomo in sovrappeso con poca autostima e molti problemi di immagine. Lui e Jamie, la compagnia, si vogliono sposare alla fine della settimana.

## Ama te stessa
- Location: Lawrence, Kansas
- Protagonista: Jess

### Trama
Jess è una lesbica di 23 anni i cui genitori adottivi l'hanno cacciata di casa quando aveva 16 anni (quando hanno scoperto il suo orientamento sessuale) quindi Bobby organizza una riunione tra lei e sua sorella Jenise.

## Gli Elrod & Sons
- Location: Olathe, Kansas
- Protagonista: Rob

### Trama
Rob è un padre single che ha messo in pausa la sua vita da quando sua moglie è morta due anni fa. Si sta trasferendo in una nuova casa e ha organizzato, per il fine settimana, una festa per l'inaugurazione. Antoni gli insegna a cucinare in maniera più sana per se stesso e per i suoi figli e Tan gli mostra come scegliere i vestiti.

## Da bradipo a fico
- Location: Kansas City, Missouri
- Protagonista: Thomas

### Trama
Thomas è un asociale ventunenne che vive con sua sorella nel Missouri e che trascorre la maggior parte del tempo con i suoi amici videogiocando. I Fab 5 lo sorprendono nel giorno del suo compleanno mentre sta prendendo l'autobus per lavorare e procedono a trasformare sia lui che la sua vita trasformarlo da un "bradipo" (soprannome che ha guadagnato al liceo) a "fico". Alla fine del loro tempo insieme Thomas fa una festa di compleanno per far vedere a tutti il suo nuovo look, in particolare alla sorella Krissy.

## Bebè a bordo
- Location: Lee's Summit, Missouri
- Protagonista: Tony

### Trama
Tony è nominato dalla sua ragazza Bri. Tra poco dovrebbe nascere il loro primo figlio e ha bisogno di aiuto per prepararsi mentalmente e per ripulire il luogo in cui vivono. I Fab 5 scoprono che tutta la casa è estremamente caotica e lavorano insieme a Tony su come superare la sua tendenza a procrastinare. Karamo reperisce un insegnante per mostrare a Tony alcune abilità basilari per l'assistenza all'infanzia. Bobby pulisce la casa e la ridipinge per dare alla famiglia un luogo dignitoso in cui vivere. Alla fine della settimana Tony sente di aver sviluppato la sicurezza di cui aveva bisogno per iniziare la nuova fase della sua vita. L'episodio termina con una proposta di matrimonio a sorpresa.